# Gesamtanlage Altstadt Niedernhall
Die Gesamtanlage Altstadt Niedernhall in Niedernhall im Hohenlohekreis in Baden-Württemberg besteht aus einem historischen Stadtgrundriss und einer in weiten Teilen geschlossenen Stadtumwehrung.

## Beschreibung

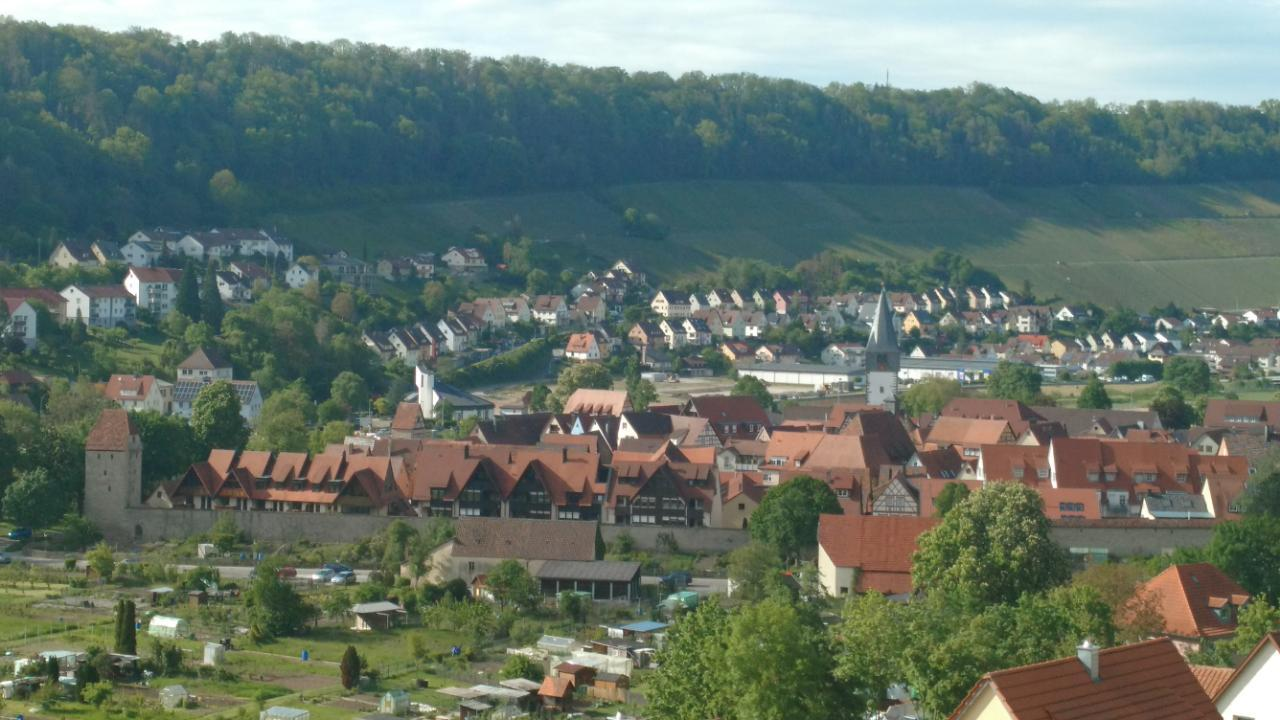
Blick auf die Altstadt von Niedernhall

Niedernhall hat als ehemaliger Amts- und Ackerbürgerstadt einen historischen Baubestand des 15. bis 19. Jahrhunderts und einen in großen Teilen erhaltenen historischen Stadtgrundriss. Die in ihren Grundzügen zwischen 1361 und 1363 entstandene Ummauerung ist mit Ausnahme des östlichen Abschnitts nahezu vollständig erhalten und somit ein wesentliches, stadtbildprägendes Element. Die Gebäude, vielfach ehemalige Ackerbürger-, Kleinbauern- und Handwerkerhäuser sind zwei- bis dreigeschossig. Entlang der Hauptstraße dominieren dreigeschossige Gebäude mit teils repräsentativen Fassaden. Hier halten sich die Giebel- und die Traufseithäuser die Waage, während in den Nebenstraßen, besonders in Stadtmauernähe, Traufständigkeit vorherrscht. Insgesamt ist die Stadt eine Gesamtanlage gemäß § 19 Denkmalschutzgesetz (DSchG), an deren Erhaltung ein besonderes öffentliches Interesse besteht.
Nach § 19 des Denkmalschutzgesetzes Baden-Württemberg können die Gemeinden seit 1. Januar 1984 Gesamtanlagen durch Satzung unter Denkmalschutz stellen. Davor erfolgte der Schutz durch Verordnung des zuständigen Regierungspräsidiums. Nicht nur einzelne Kulturdenkmale sind hier geschützt, sondern der ganze Orts- bzw. Stadtkern mit seinem historischen Grundriss, den Straßen und Plätzen, Grün- und Freiflächen sowie der Gesamtheit der historischen Bausubstanz, an deren Erhaltung aus wissenschaftlichen, künstlerischen oder heimatgeschichtlichen Gründen ein besonderes öffentliches Interesse besteht. Die Altstadt von Niedernhall ist seit 1983 eine geschützte Gesamtanlage.